# Cavium
Cavium Inc. — американская бесфабричная компания, производитель полупроводниковых приборов, процессоров, систем на кристалле (SoC, СнК), оборудования для компьютерных сетей и хранилищ данных.

## История
Cavium Networks была основана в 2001 году американскими инженерами и предпринимателями Сайедом Али и Хусейном Рагибом.
Начала свою деятельность компания с проектирования и выпуска специализированных микропроцессоров на архитектуре MIPS64 применяемых в сетевых и коммуникационных устройствах для построения сетевой инфраструктуры.
В сетевом сегменте Cavium использовала до 16 MIPS-ядер в семействе устройств OCTEON.
17 июня 2011 года было объявлено, что компания изменила своё наименование с Cavium Networks и теперь будет называться просто Cavium Inc.
С 2014 года компания начинает выпускать серию серверных многоядерных процессоров (SoC) на архитектуре ARM под марками ThunderX (48-ядерные SoC) и ThunderX2 (54-ядерные 64-разрядные SoC).
В июне 2016 года компания Cavium за $1 млрд приобрела все активы компании QLogic — производителя оборудования для компьютерных сетей и хранилищ данных, который проектирует и выпускает HBA и HCA-контроллеры, конвергентные сетевые адаптеры, коммутаторы и маршрутизаторы для сетей хранения данных.
А в ноябре 2017 года было объявлено, что компания Marvell Technology Group поглотит компанию Cavium за $6 млрд (деньгами + акциями).
Весной 2018 года многоядерные серверные процессоры Cavium ThunderX2 (в максимальной конфигурации 54 ядра с частотой до 3 ГГц) стали массово доступными на рынке и компании удалось заручиться партнёрством у таких известных производителей, как: Cray, HPE, Atos и Penguin Computing.
В середине 2018 года сделка между компаниями Marvell Technology и Cavium была полностью закрыта и уже с осени 2018 годы на многоядерных серверных процессорах Marvell ThunderX2 стали строиться такие новейшие суперкомпьютеры как: британский Isambard, французский Atos BullSequana X1310 и американский Cray Shasta.

## Продукция
- Многоядерные процессоры ARM-архитектуры ThunderX (48-ядерные SoC) и ThunderX2 (54-ядерные 64-разрядные SoC);
- фирменные сетевые решения;
- сетевые решения для СХД;
- решения для защиты данных.